# Szniakiwka
Szniakiwka (ukr. Шняківка) – wieś na Ukrainie, w obwodzie czernihowskim, w rejonie nieżyńskim. W 2001 liczyła 435 mieszkańców.